# Вольф 424
Вольф 424 (також FL Діви) — подвійна зоряна система, яка складається з двох червоних карликів. Розташована на відстані приблизно 14,2 світлового року від Сонця — тобто є однією з найближчих зір. На небі розташована в сузір'ї Діви, між зорями Еспилон Діви та Омікрон Діви.
Подвійну природу цієї зорі відкрив голландсько-американський астроном Дірк Рейл у 1941 році, помітивши на фотографіях, що зоря дещо витягнута. Дві зорі в системі — Вольф 424A і Вольф 424B — обертаються одна навколо одної з півосями 4,1 а. о. та ексцентриситетом 0,3. Їхній орбітальний період становить 15,5 року, а сумарна зоряна величина — близько 12,5. Це два найтемніші з відомих об'єктів на відстані 15 світлових років від Сонця. У 1967 році було виявлено, що обидві вони є спалахуючими зорями, які зазнають випадкових збільшень світності.
У 1999 році за допомогою орбітального телескопа Габбл вдалося сфотографувати обидві компоненти, що дало змогу визначити спектральний клас обох зір (раніше вважалося, що обидві вони є коричневими карликами). Система отримала назву FL Діви, і в ній може спостерігатися активність сонячних плям. Рівень спалахової активності зір може змінюватися протягом періодів тривалістю в кілька років.

## Компоненти системи

### Вольф 424A
Вольф 424A — це холодна зоря головної послідовності, яка належить до спектрального класу червоних карликів M5,5 V. Вона є одним із найтьмяніших зоряних сусідів Сонця. Якби замість Сонця в нашій системі була Вольф 424A, вона б освітлювала земну поверхню лише в 10 разів сильніше, ніж повний Місяць. Маса зорі становить 14 % маси Сонця (147 мас Юпітера), а діаметр — 17 % діаметра Сонця.

### Вольф 424B
Другий компонент системи, Вольф 424B, — ще менший за розміром. Його маса — 13 % маси Сонця (136 мас Юпітера), а діаметр — 14 % сонячного, спектральний клас — M7.

## Найближче оточення зоряної системи
Перелічені нижче зоряні системи розташовані на відстані в межах 10 світлових років від зорі Вольф 424:
| Зоря          | Спектральний клас | Відстань, св. р. |
| Росс 128      | M4.1-5 Ve         | 4,0              |
| EE Льва       | M4 Ve             | 7,2              |
| Лаланд 25372  | M1.5 Ve           | 7,2              |
| GL Деви       | M5 Ve             | 7,3              |
| Вольф 359     | M5.8 V            | 7,3              |
| LHS 292       | M6.5 V            | 7,4              |
| AD Льва       | M3 Ve             | 8,1              |
| GJ 2097       | M2 V              | 8,4              |
| BD+44 2051 AB | M1 Ve/M5.5Ve      | 9,7              |

## У культурі
В оповіданні Генріха Альтова «Порт кам'яних бур» на одній із планет цієї зорі розташовується автономна автоматична станція високорозвиненої цивілізації, яка перешкоджає розбіганню галактик.